# Isothrix orinoci
Isothrix orinoci är en gnagare i familjen lansråttor som förekommer i norra Sydamerika. Populationen infogades fram till 2005 i Isothrix bistriata.

## Utseende
Arten liknar Isothrix bistriata och Isothrix negrensis men den är med en kroppslängd (huvud och bål) av 207 till 257 mm och en svanslängd av 168 till 278 mm mindre. Viktuppgifter saknas. Den gula strimman som går från näsan till hjässan är intensivare. Intill följer gråa strimmor som blir på huvudets topp svarta och som förenar sig till en strimma över ryggens topp. Typisk är vita fläckar bakom öronen på de gråa strimmorna. Liksom hos andra medlemmar av släktet har den en yvig svans. Den del av kraniet som bildar nosen är kortare än hos andra arter av samma släkte.

## Utbredning och ekologi
Isothrix orinoci lever vid floden Orinoco norr om Amazonfloden i södra Venezuela. Kanske når arten angränsande regioner av Brasilien eller Colombia. Gnagaren lever i låglandet och i bergstrakter upp till 1600 meter över havet. Den vistas i städsegröna tropiska skogar.
Exemplaren klättrar i träd. Andra informationer angående levnadssättet saknas.

## Hot
Inget är känt om populationens storlek och möjliga hot. IUCN listar arten med kunskaspsbrist (DD).